# NGC 2
NGC 2 là một thiên hà xoắn ốc nằm trong chòm sao Phi Mã, được phát hiện vào ngày 20 tháng 8 năm 1873 bởi Lawrence Parsons, Bá tước thứ 4 của Rosse và được mô tả là "rất mờ, nhỏ, ở phía nam NGC 1." . Nó là một thiên hà xoắn ốc mờ nhạt có cường độ biểu kiến 14,2.